# Ammesso
Ammesso (Accepted) è un film del 2006 diretto da Steve Pink.

## Trama
Bartleby si è appena diplomato ma nessun college l'ha accettato, così, insieme ad alcuni amici, decide di creare un college fittizio, il South Harmon Institute of Technology (S.H.I.T.), per non deludere i propri genitori. A tale scopo viene creato il sito web del college, ma molti altri studenti venuti a conoscenza del college di Bartleby (dove per essere ammessi non serviva alcun requisito) si iscriveranno ed il protagonista si improvviserà così rettore del proprio college cercando di gestirlo senza farsi scoprire dai propri genitori. Sarà denunciato dal rettore del vicino Harmon Institute, ma alla fine riuscirà ad ottenere la licenza ed i permessi necessari per mantenere il college.

## Distribuzione
Il film è stato distribuito nelle sale cinematografiche statunitensi dal 18 agosto 2006. Il 14 novembre seguente è stato distribuito tramite DVD e Blu ray. Il film è disponibile sulla piattaforma di streaming online Netflix.

## Accoglienza

### Incassi
A fronte di un budget di 23 milioni di dollari, il film ha incassato globalmente circa 38.5 milioni, di cui 36.3 dalle sale cinematografiche statunitensi.

### Critica
L'aggregatore di recensioni online Rotten Tomatoes ha assegnato al film una percentuale di gradimento pari al 37% sulla base di 114 critiche, con un punteggio medio del 4.98/10. Metacritic, invece, ha assegnato un punteggio medio di 47/100 sulla base di 27 recensioni professionali.